# Okręg Sense
Sense (niem. Sensebezirk, fr.  District de la Singine, frp. le dichtri de la Chindzena) – jeden z siedmiu okręgów kantonu Fryburg w Szwajcarii. 31 grudnia 2022 roku zamieszkany przez 44 643 osoby. Powierzchnia jego wynosi 265,26 km². Ośrodkiem administracyjnym okręgu jest miejscowość Tafers (Tavel).
Sense jest okręgiem głównie niemieckojęzycznym. W roku 2000 około 92% mieszkańców wskazało niemiecki jako swój główny język, a jedynie 3,1% francuski. Dialekt języka niemieckiego używany w okręgu nazywany jest senslerdeutsch.

## Podział administracyjny
Okręg podzielony jest na 15 gmin (Gemeinde):
- Bösingen
- Brünisried
- Düdingen (Guin)
- Giffers (Chevrilles)
- Heitenried
- Plaffeien (Planfayon)
- Plasselb
- Rechthalten (Dirlaret)
- Schmitten
- St. Silvester (Saint-Sylvestre)
- St. Ursen (Saint-Ours)
- Tafers (Tavel)
- Tentlingen (Tinterin)
- Ueberstorf
- Wünnewil-Flamatt

## Zmiany administracyjne
- 1 stycznia 2017
  - utworzenie gminy Plaffeien z gmin Oberschrot i Zumholz
- 1 stycznia 2021
  - przyłączenie gmin Alterswil i St. Antoni do gminy Tafers